# Isaias W. Hellman
Isaias W. Hellman (né le 3 octobre 1842 et mort le 9 avril 1920) est un banquier américain, dirigeant de la Banque du Nevada puis de la Wells Fargo, qui a fait fortune lors de la conquête de l'Ouest. Il a été l'un des bienfaiteurs de l'Université de Californie à Los Angeles.

## Biographie
Isaias W. Hellman est né à Reckendorf en Bavière dans une famille juive allemande. Il est devenu ensuite un des premiers banquiers de Los Angeles où il s'était rendu en 1859 pour rejoindre des cousins et ouvrir une épicerie.
En 1868, il fonde avec William Workman (banquier) et le gendre de ce dernier, Francisco P. Temple, la banque Hellman et Temple dont il se sépare en 1871, quatre ans avant qu'elle ne fasse faillite, pour former une nouvelle banque, avec l'ex-gouverneur de Los Angeles, John G. Downey. Hellman et Temple devient alors la Banque Workman et Temple. De 1890 à 1898, il dirige la Banque du Nevada, qu'il rebaptise Nevada National Bank en 1898, avant de finaliser la fusion avec la Wells Fargo en 1905.